# 이정 (은나라)
이정(利貞)은 상나라 말기 현인 이징(利徵)의 아들이다.

## 개요
이정은 실존 했던 인물이며, 은(殷)나라 후기 주왕(紂王) 때 상나라 제후국에서 벼슬을 계승하였던 리(利)씨 가문의 후손 이징(利徵)의 아들이다. 그의 아버지는 주왕이 달기의 간교에 빠져 폭정을 하자, 정치를 바로 잡을 것을 강하게 직간(直諫) 하다가 낙향하였다. 그의 부인 설화부인(契和夫人)은 아들 이정(利貞)을 데리고 진(陳)나라(諸侯國)로 이주하여 대부(大夫)가 되었다고 전한다. 상나라 무렵에는 李 라는 성이 없었는데, 이정과 그의 후손들이 리 (李) 성으로 바꾸었다고 한다.
중국 기록에 의하면 이정(利貞)의 고대 선조는 전욱 고양씨라고 전한다. 그 계보를 보면 소호, 고요, 백익으로 이어 지고, 백익의 자손들이 영, 허, 육, 리 땅을 봉지로 받아 성으로 삼았다고 한다. 전욱 또한 백익의 후예이다.

## 같이 보기
- 주왕
- 전욱
- 소호
- 고요
- 고양
- 당나라
- 진 (규성)